# R Cassiopeiae

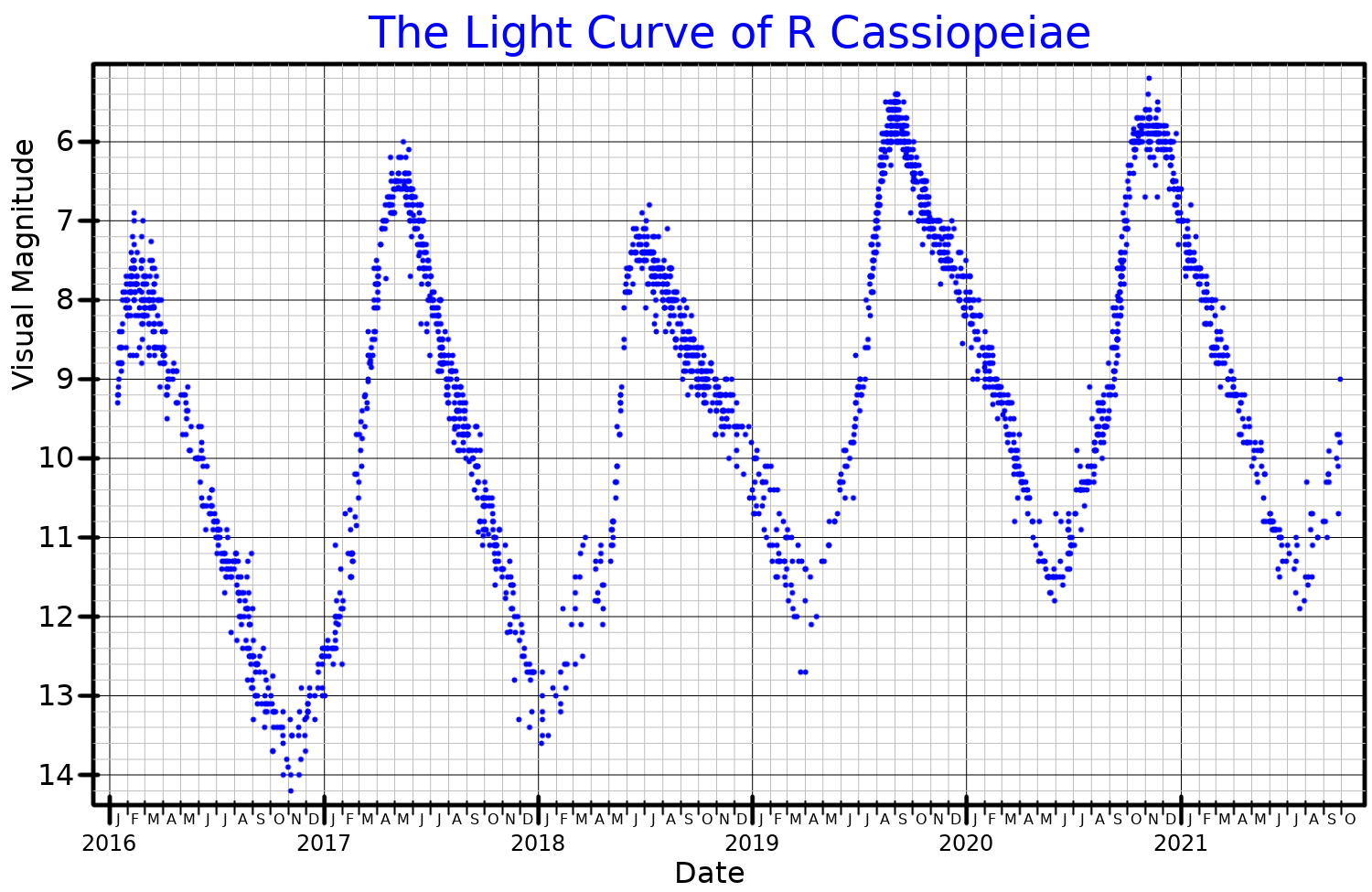
Curva de luz de la estrella R Cassiopeiae a partir de los datos de la banda V de AAVSO.

R Cassiopeiae (R Cas / HD 224490 / HR 9066 / HIP 118188) es una estrella variable en la constelación de Casiopea. Se encuentra a 325 ± 16 años luz de distancia del sistema solar.
R Cassiopeiae es una variable Mira cuyo brillo oscila entre magnitud +4,7 y +13,50 a lo largo de un período de 430,46 días. La medida de su diámetro angular (0,0223 segundos de arco) corresponde a un radio 236 veces mayor que el radio solar, equivalente a 1,1 UA; sin embargo, otro estudio da como resultado un radio 310 veces más grande que el del Sol.
Su tipo espectral, variable, es M6-M10e y tiene una temperatura superficial de 3129 K.
Las variables Mira son estrellas en los últimos estadios de su evolución cuya inestabilidad proviene de pulsaciones en su superficie que provocan cambios en su color y brillo. Algunas de ellas, entre las que se encuentra R Cassiopeiae, muestran emisión máser de 28SiO, con temperaturas de brillo máximo comprendidas entre 10.000 y 108.800 K. Este tipo de emisión se genera a una distancia de la estrella de 5 a 10 UA. Asimismo, R Cassiopeiae presenta fuerte emisión de OH y H2O en el infrarrojo.